# Gladys Simons
Gladys Simons is een Surinaams zwemster. Ze was in 1962 de eerste vrouwelijke sporter van het jaar.

## Carrière
Gladys Simons zwom bij de zwemvereniging Dolfijn in Paramaribo. Tijdens de nationale kampioenschappen van 1959 werd ze eerste op de 50 meter rugslag met een tijd van 46,3 seconden.
Tijdens de lustrumviering van de vereniging op 25 juni 1961 verbrak ze twee Surinaamse records: de 50 meter rugslag won ze in 40,6 seconden en de borstcrawl in 35.1 seconden. Ook vestigde ze in november van dat jaar het Surinaamse record rugslag met 40.1 seconden.
Ze domineerde in deze jaren de zwemsport en behaalde bij de zwemwedstrijden over 1 kilometer bij Dolfijn de eerste plaats in 1960, 1961, 1963, 1964 en 1965. Ze werd in 1962 de eerste vrouw die werd verkozen tot Surinaams sporter van het jaar. In 1967 won ze de 100 meter vlinderslag in een tijd van 1:36,2.
Bij Dolfijn werd ze later coach, onder meer voor Hugo Goossen en Pauline Nesty.